# 東洋醸造
東洋醸造株式会社（とうようじょうぞう）は、かつて存在した酒造・製薬企業。本社は静岡県田方郡大仁町（現在：伊豆の国市）にあった。現在の東京証券取引所プライム市場（またはスタンダード市場）に株式を上場していた。

## 歴史
伊豆地方の田京（現在の静岡県伊豆の国市田京）で脇田家が営んでいた酒造業がルーツである。脇田信吾は1920年（大正9年）に東洋醸造株式会社を設立し、合成酒の製造・研究を行った。昭和初期からは秋田県の山内杜氏を招き、清酒醸造も手掛けた。
第二次世界大戦後、洋酒部門を設ける。またペニシリンなども発売し、医薬品メーカーとしても成長した。
1992年、旭化成工業（現在：旭化成）と合併し会社は消滅した。

### 年表
- 1920年（大正9年）：脇田酒造店を前身とする東洋醸造株式会社設立[3]。
- 1947年（昭和22年）：ペニシリンの販売を開始[3]。
- 1949年（昭和24年）5月16日：東京証券取引所に上場。
- 1958年（昭和33年）：旭化成工業（現在：旭化成）の資本参加を受ける。
- 1963年（昭和38年）：経営破綻した花木酒造の事業を引き継ぎ富久娘酒造株式会社を設立。
- 1970年（昭和45年）：誤って抗生物質の培養液を狩野川に流し、アユなど魚20万匹が死滅し社会問題となる。
- 1983年（昭和58年）：瓶入りチューハイ「ハイリキ」発売開始[4]。
- 1992年（平成4年）1月1日：旭化成工業株式会社（現在：旭化成株式会社）と合併し法人が消滅[4]。

### 後史
東洋醸造の工場は旭化成大仁工場となり、事業は旭化成工業（現在：旭化成）に引き継がれた。21世紀に入ると、かつて東洋醸造が手掛けていた事業のうち清酒・酒類事業は他社に譲渡された。医薬品部門は旭化成ファーマとして分社化され、工場は旭化成ファーマ大仁医薬工場となった。
- 2002年（平成14年）：旭化成の焼酎・低アルコール事業をアサヒビールおよびニッカウヰスキーに譲渡
- 2003年（平成15年）：清酒・合成酒関連事業を子会社富久娘酒造と共にオエノンホールディングスへ譲渡。旭化成の医薬品事業を分社化、旭化成ファーマ発足。
- 2018年（平成30年）：清酒事業を福徳長酒類に移管。富久娘酒造株式会社が、オエノンプロダクトサポート株式会社に商号変更。

2003年の清酒部門閉鎖まで、秋田から杜氏が招かれていたという。酒造道具の一部は、伊豆の国市郷土資料館に収蔵されている。なお、「伊豆半島唯一の酒蔵」となった万大醸造（静岡県伊豆市）が、かつての脇田酒造・東洋醸造の酒造の伝統を継ぐとして、「脇田屋」銘柄の清酒を醸造している。

## 商品
清酒
いずれも現在は福徳長酒類が販売。
- 富久娘
- 菊源氏

合成清酒
- 力正宗：現在は合同酒精が販売。

焼酎
- 源氏：アサヒビールが承継。現在は販売終了。

ウイスキー
いずれも販売終了。
- 45ウイスキー
- ジュピター

甘味果実酒
- 45ポートワイン：現在は販売終了。

チューハイ
- ハイリキ：現在はアサヒビールが販売[4]。

## 提供番組
- スター千一夜（フジテレビ系列）
- なるほど!ザ・ワールド（フジテレビ系列）
- ゴールデンボクシング（NETテレビ系列）